# Knud Holm
Knud Olaf Holm (2. januar 1887 i København – 28. maj 1972 samme sted) var en dansk gymnast. Han repræsenterede klubben Polyteknisk Gymnastikforening.
Ved de Olympiske mellemlege 1906 i Athen deltog han på det danske hold, som vandt sølv i holdkonkurrencen i gymnastik. Norge vandt guld.
To år senere, under OL 1908 i London, var han også med i holdkonkurrencen i gymnastik, hvor i alt 25 danskere deltog, og de endte på fjerdepladsen. Sverige vandt foran Norge og Finland.
Knud Holm var bror til Poul Holm og Aage Holm, som begge ligeledes deltog i OL i London i 1908.